# ワダツミの木
『ワダツミの木』（ワダツミのき）は、元ちとせのデビューシングル。

## 解説
鹿児島県奄美大島出身の歌手、元ちとせのデビューシングル。
ノンタイアップであったが、オリコンシングルチャートでは初登場19位を記録。4週目に週間TOP10入りしてからもロングヒットを続け、発売から約2ヵ月後の4月22日付で同チャート1位を獲得した。
同年の新人アーティストとしては驚異的な売上となり、2002年デビューの歌手としては最大のヒットとなった。オリコンの年間シングルチャート、プラネットチャートでは3位であったが、サウンドスキャン、COUNT DOWN TVの年間チャートでは1位を記録した。
後に、作詞・作曲を手がけた上田現が、自身のソロアルバム『十秒後の世界』においてセルフカバーをした。
また、2008年にはレピッシュがトリビュート・アルバム『Sirius〜Tribute to UEDA GEN〜』でカバーしている。
海外では、韓国のロックバンドCherry Filterによって2007年にカバーされている。
カップリングの「幻の月」は、後に映画『「また、必ず会おう」と誰もが言った。』の主題歌となった。
同じくカップリングの「夜に詠めるうた」は杏子のアルバム『BLACKTHORN CIDER』収録曲のカバーである。

## その他
「ワダツミ」とは、日本神話に登場する海の神である。
作詞を手がけた上田現によると、歌詞の内容は「ある女性が、人を好きになるあまり花になってしまう」物語であるという。
奄美大島中南部の山すそに生育するクロタキカズラ科クサミズキが奄美大島固有の種であることが京都大学の研究グループによって明らかとなり、2004年に同島瀬戸内町出身の元ちとせのヒット曲にちなんで、ワダツミノキと命名された。

## 収録曲
1. ワダツミの木
作詞・作曲・編曲：上田現
2. 幻の月
作詞・作曲：オカモトサダヨシ／編曲：COIL
3. 夜に詠めるうた
作詞・作曲：K.Y.O.K.O／編曲：間宮工

## 収録アルバム
ワダツミの木
- ハイヌミカゼ
- 完全収録ライヴCD 元ちとせ「冬のハイヌミカゼ」 （ライブバージョン）
- 語り継ぐこと

幻の月
- 月ノうた （コンピレーションアルバム）

※元ちとせのアルバム未収録
夜に詠めるうた
- 完全収録ライヴCD 元ちとせ「冬のハイヌミカゼ」 （ライブバージョン）
- Orient